# 타르만 샨무가라트남
타르만 샨무가라트남(영어: Tharman Shanmugaratnam, 타밀어: தர்மன் சண்முகரத்தினம், 1957년 2월 25일~) 혹은 약칭 타르만은 싱가포르의 정치인, 경제학자, 공무원이며 현재는 싱가포르의 제9대 대통령이다. 대통령이 되기 전에는 2019년부터 2023년까지 싱가포르의 선임장관을, 2015년부터 2023년까지 사회정책조정장관을, 2011년부터 2023년까지 싱가포르 금융관리국장을 맡았다.
타르만은 주로 경제 및 사회정책과 관련된 업무를 맡았던 경제학자이다. 또한 다양한 국제협의회와 패널의 수장을 맡고 있다. 현재 공공 및 민간 부문과 학계의 경제 및 금융 지도자로 구성된 세계적 협의체인 30인 위원회 (G30)의 의장을 맡고 있다. 또한 응고지 오콘조이웨알라, 마리아나 마주카토, 요한 로크스트룀와 함께 물의 경제에 대한 세계적 위원회의 공동의장을 맡고 있다. 이 위원회가 발표한 초안 권고안이 2023년 3월 유엔 물 회의의 결과를 세우는 데 도움이 되었다. 또한 타르만은 2021년부터 범유행 대비 및 대응을 위한 세계금융 G20 고위급 독립패널의 공동의장을 맡고 있다. 2017년에는 G20 글로벌 금융 가버넌스 저명인사 협의회의 의장도 맡고 있다.
싱가포르의 집권당인 인민행동당 소속이었던 타르만은 2001년부터 2023년까지 주롱 집단선거구의 타만주롱 지역구를 대표하는 의원에 속해 있었다. 또한 2011년부터 2019년까지 싱가포르의 부총리를, 2007년부터 2015년까지 재무부 장관을, 2003년부터 2008년까지 교육부 장관을 역임했다.
2001년 싱가포르 총선으로 정계에 진출한 타르만은 이후 2006년, 2011년, 2015년, 2020년 총 4차례 의원에 재선했다. 2023년 6월 8일에는 타르만이 2023년 싱가포르 대통령 선거에 출마할 의사를 밝혔으며, 대통령직은 초당파적 직책이므로 2023년 7월 7일에 정부내각 내 모든 직책과 의원직에 사임하겠다고 발표했다. 2023년 9월 2일 타르만은 대통령 선거에서 70.41%의 지지율로 압승하면서 대통령에 당선되었다. 타르만은 싱가포르에서 경선으로 치러진 대통령 선거에서 중국계가 아닌데 대통령에 당선된 최초의 후보이다.

## 역대 선거 결과
| 선거명      | 직책명                    | 대수 | 정당       | 득표율   | 득표수      | 결과 | 당락 |
| ----------- | ------------------------- | ---- | ---------- | -------- | ----------- | ---- | ---- |
| 2001년 선거 | 국회의원(주롱 통합선거구) | 10대 | 인민행동당 | 79.75%   | 84,742표    | 1위  |      |
| 2006년 선거 | 국회의원(주롱 통합선거구) | 11대 | 인민행동당 | 단독후보 | 무투표      | 1위  |      |
| 2011년 선거 | 국회의원(주롱 통합선거구) | 12대 | 인민행동당 | 66.96%   | 76,595표    | 1위  |      |
| 2015년 선거 | 국회의원(주롱 통합선거구) | 13대 | 인민행동당 | 79.29%   | 95,228표    | 1위  |      |
| 2020년 선거 | 국회의원(주롱 통합선거구) | 14대 | 인민행동당 | 74.62%   | 91,692표    | 1위  |      |
| 2023년 선거 | 싱가포르의 대통령         | 9대  | 무소속     | 70.41%   | 1,749,261표 | 1위  |      |